# ینس چارپینگ
ینس چارپینگ (انگلیسی: Jens Scharping؛ زادهٔ ۱۶ ژوئیهٔ ۱۹۷۴) بازیکن فوتبال اهل آلمان است.
از باشگاه‌هایی که در آن بازی کرده‌است می‌توان به باشگاه فوتبال سن پائولی و باشگاه فوتبال آلمانیا آخن اشاره کرد.